# 회쇠크 광장

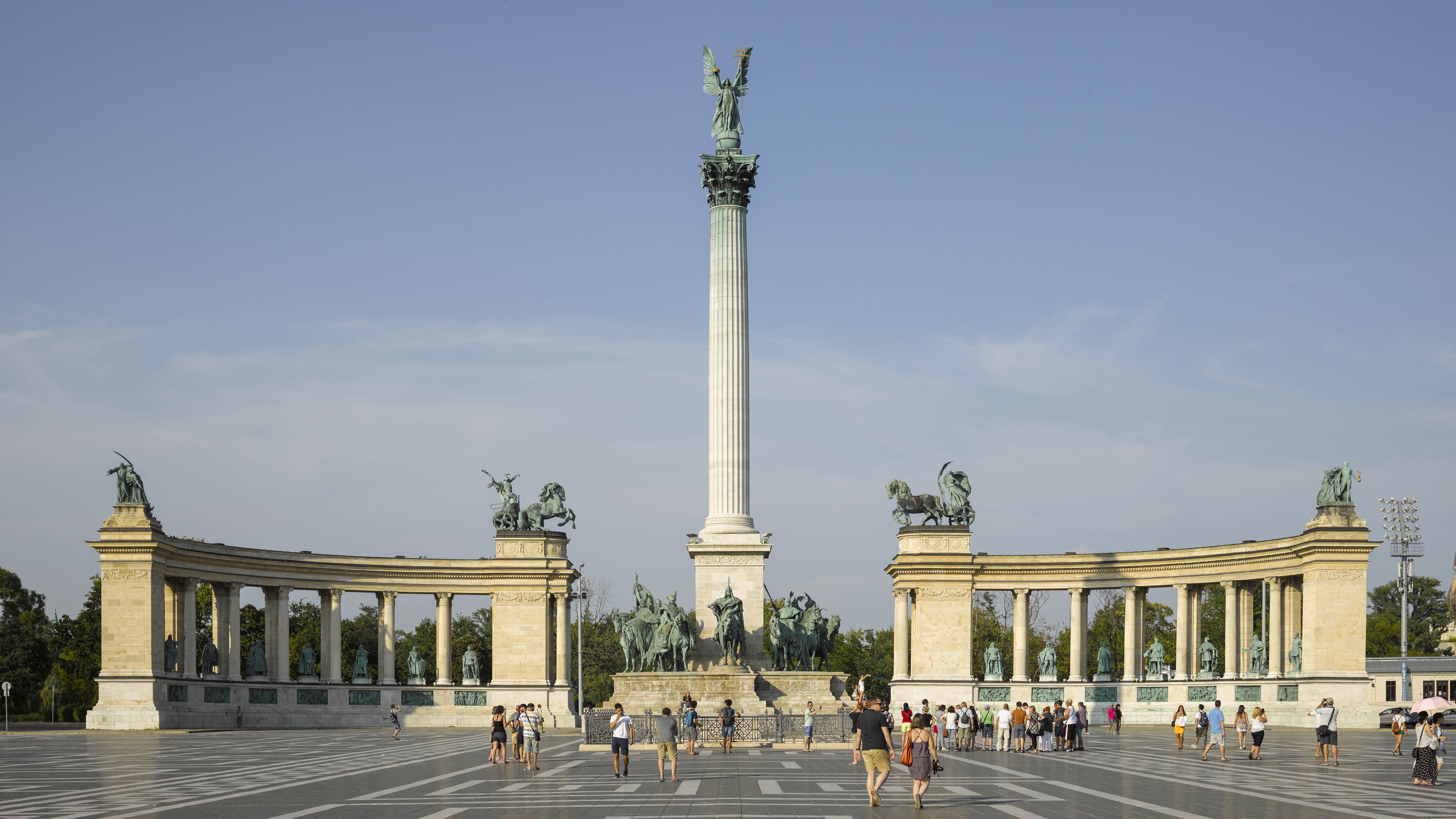
회쇠크 광장

회쇠크 광장(헝가리어: Hősök tere 회쇠크 테레[*]) 또는 영웅광장(英雄廣場)은 헝가리 부다페스트에 있는 광장이다.

## 개요
언드라시 거리의 막다른 곳에 위치하고 있으며, 광장에서 세르비아 대사관이 보인다. 광장의 왼쪽에는 부다페스트 미술관이 있고 오른쪽에는 뮈처르노크가 있다. 또한 부다페스트의 다뉴브강변과 부다성 지역 및 언드라시의 일부로서 세계 유산에 등록되어 있다.
지하에는 부다페스트 지하철 1호선의 회쇠크테레 역이 있다.